# Niklas Cserhalmi
Niklas Attila Cserhalmi, född 22 juli 1968, är en svensk agrarhistoriker och museiperson.
Niklas Cserhalmi utbildade sig till kulturvetare vid Umeå universitet och disputerade 2004 på Sveriges Lantbruksuniversitet på en avhandling om djurskydd. Han har arbetat på Riksantikvarieämbetet, varit anställd på Sveriges Hembygdsförbund samt 2005 lektor på Sveriges Lantbruksuniversitet. Han var biträdande museidirektör och förmedlingschef på Arbetets museum i Norrköping sedan 2005 och blev i maj 2011 direktör för samma museum. Sedan 2021 är han ordförande för branschorganisationen Sveriges Museer.